# Astiphromma tenuicorne
Astiphromma tenuicorne là một loài tò vò trong họ Ichneumonidae.